# Rob Burnett
Pour les articles homonymes, voir Burnett.
Rob Burnett, né le 8 juillet 1962 à North Caldwell (dans le New Jersey, aux États-Unis) est un producteur, réalisateur et scénariste américain.

## Filmographie partielle

### Comme réalisateur
- 2003 : Ed (série télévisée)
- 2007 : Les As du braquage (The Knights of Prosperity) (série télévisée)
- 2012 : We Made This Movie
- 2016 : The Fundamentals of Caring
- 2025 : In Memoriam

### Comme scénariste
- 1988 : Late Night with David Letterman: 6th Anniversary Special (TV)
- 1988 : Late Night with David Letterman (série télévisée)
- 1989 : Late Night with David Letterman: 7th Anniversary Special (TV)
- 1993 : Late Show with David Letterman (série télévisée)
- 1995 : The Bonnie Hunt Show (en) (série télévisée)
- 1996 : Late Show with David Letterman: Video Special II (TV)
- 1998 : Late Show with David Letterman 5th Anniversary Special (TV)
- 2000 : Ed (série télévisée)
- 2007 : Les As du braquage (The Knights of Prosperity) (série télévisée)
- 2012 : We Made This Movie
- 2016 : The Fundamentals of Caring

### Comme producteur
- 1994 : Late Show with David Letterman (série télévisée, 1 297 épisodes, 1995-2015)
- 1995 : Late Show with David Letterman: Video Special (TV)
- 1995 : The Bonnie Hunt Show (en) (série télévisée)
- 1996 : Late Show with David Letterman: Video Special II (TV)
- 1998 : Late Show with David Letterman 5th Anniversary Special (TV)
- 2000 : Ed (série télévisée)
- 2005 : Strangers with Candy
- 2007 : Les As du braquage (The Knights of Prosperity) (série télévisée)
- 2009 : Coming Home: Military Families Cope with Change (TV)
- 2009 : Families Stand Together: Feeling Secure in Tough Times (TV)
- 2012 : We Made This Movie
- 2016 : The Fundamentals of Caring